# Ивеля, Джордже
Джордже Ивеля (серб. Ђорђе Ивеља / Đorđe Ivelja; 30 июня 1984, Бачка-Паланка, СФРЮ) — сербский футболист, полузащитник.

## Карьера

### Клубная
Воспитанник футбольной школы родного города Бачка-Паланка и футбола ФК Бачка и белградского ОФК. Карьеру игрока начал в январе 2002, поступив в юношеский состав клуба ОФК. До 2008 года числился в составе этой команды, выступал на правах аренды за менее известные клубы. В 2008 году перешёл в бухарестский «Рапид», но не закрепился в его составе. В 2010 году отправился выступать в узбекский «Насаф», в 2011 году перешёл в люблянскую «Олимпию», заключив с ней пятилетний контракт.

### В сборной
В составе сборной участвовал в молодёжном первенстве Европы 2007 года, где дошёл до финала (сербы уступили в финале голландцам, хозяевам турнира).